# دهستان بختگان
دهستان بختگان نام دهستانی در بخش مرکزی شهرستان بختگان، استان فارس در ایران است. براساس سرشماری مرکز آمار ایران در سال ۱۳۸۵، جمعیت آن ۷۹۶۷ نفر (۱۹۶۶ خانوار) بوده‌است.